# Семейство Симпсън (сезон 1)
Това е списъкът с епизодите от сезон 1 на Семейство Симпсън. Първият епизод за този сезон е излъчен на 17 декември 1989, а последният- на 13 май 1990. Списъкът по-долу описва всички серии с техните оригинални дати на излъчване в САЩ.

### Списък с епизоди
| № | Световна премиера   | Код на продукцията | Заглавие                                 | Оригинално заглавие               |
| --- | ------------------- | ------------------ | ---------------------------------------- | --------------------------------- |
| 1 – 101 | 17 декември 1989 г. | 7G08               | Семейство Симпсън се пекат на бавен огън | Simpsons Roasting on an Open Fire |
| Семейство Симсън се готвят да посрещнат коледните празници. Мардж похарчва спестените си пари по палавия Барт. Хоумър не получава обещания коледен бонус от работното си място и, скривайки го от другите, започва работа като Дядо Коледа в градския мол. Работата е нископлатена и той, заедно със сина си, отива да спечели допълнително на кучешки гонки в стадиона. Воден от съдбата, залага на незнайно куче, което дори не финишира. След гонката кучето е изхвърлено от стопанина си и взето от Хоумър и Барт. Семейството се радват на новия член във фамилията и успяват да отпразнуват една скромна и щастлива Коледа.                                                  |                     |                    |                                          |                                   |
| 2 – 102 | 14 януари 1990 г.   | 7G02               | Геният Барт                              | Bart the Genius                   |
| Класът на Барт е подложен на тест за интелигентност. Подразнен от отличника на класа Мартин, който непрекъснато доносничи, палавият Барт сменя своя тест с неговия. Измамникът е обявен за гений и е включен в клас за напреднали деца. Отначалото Барт се радва на повечето внимание от страна на семейството и че напуска порядките на старото училище. Впоследствие палавникът започва да се усеща не на място в специалния клас. Родителите се опитват да осигурят интелигентна среда за своя гениален син, което допълнително потиска Барт. Накрая момчето си признава, че е измамил на теста и е върнат в стария си клас.                                                    |                     |                    |                                          |                                   |
| 3 – 103 | 21 януари 1990 г.   | 7G03               | Одисеята на Хоумър                       | Homer's Odyssey                   |
| Хоумър е уволнен пред очите на Барт, когато класът на сина му прави посещение в атомната централа. Безработният баща почва да търси нова работа, но търсенето върви безуспешно. Хоумър е обхванат от дълбока депресия и прави опит за самоубийство. По време на опитът му той получава прозрение, че трябва да бъде полезен на човечеството. От безотговорен и мързелив, Хоумър става обществено ангажиран борец срещу неправдите в своя град. Накрая той се изправя срещу най-големия си враг – атомната централа. Бърнс, директорът на централата, успява да разубеди бунтара да се откаже от нападките срещу него, като го повишава в отговорник за безопасността.              |                     |                    |                                          |                                   |
| 4 – 104 | 28 януари 1990 г.   | 7G04               | Вкъщи позорът е най-голям                | There's No Disgrace Like Home     |
| Бърнс, шефът на Хоумър, организира пъкник в имението си, на който са поканени работниците от атомната централа. Симпсън също са в списъка на поканените. Хоумър се опитва да представи семейството си любящо и възпитано, но вижда, че те са далеч от тези качества. Скоро той разбира, че проблема е огромен и трябва да се потърси помощ. Обръща се към семейния психолог д-р Марвин Монро, който опитва различни методи на лечение върху семейството, но всеки се оказва крайно безуспешен. Накрая връща двойно парите на Симпсън, които видимо доволни от удвоената сума, отиват да си купят по-голям телевизор, който да ги сплоти.                                           |                     |                    |                                          |                                   |
| 5 – 105 | 4 февруари 1990 г.  | 7G05               | Генералът Барт                           | Bart the General                  |
| Нелсън Мънц е хулиган, тормозещ цялото училище. Един ден, за да защити сестра си, Барт се опълчва на побойника. От този момент нататък Нелсън започва всеки ден да изчаква момчето след училище, за да го тормози. Съветите на родителите не помагат на малтретираното дете, затова то се обръща към дядо Симсън. Той отвежда племенника си при Нелсън – управник на магазин за военни антики, който му дава съвети как да води война срещу Нелсън. Барт събира около себе си ученици, тормозени от побойника, за да организират заедно атака срещу Нелсън. Хулигана е сразен от тях и принуден да подпише мирен договор.                                                          |                     |                    |                                          |                                   |
| 6 – 106 | 11 февруари 1990 г. | 7G06               | Мрънкащата Лиса                          | Moaning Lisa                      |
| Лиса е изпълнена с меланхолия и безразличие към обкръжаваща я среда. Това води до забележки от страна на училището към отговорната ученичка. Притесненото семейство се опитва да развесели Лиса, но тя остава неразбрана от родителите си. Една вечер тъжното момиче се запознава с местния джаз музикант Мърфи Кървавите венци, който е впечтлен от музикалните ѝ умения над саксофона и я подкрепя в тъгата. Мардж обаче е притеснена и съветва дъщеря си да потиска мрачното чувство и да си дава вид, че е щастлива. Скоро майката разбира, че греши в преценката си и окуражава Лиса да бъде каквато се чувства отвътре.                                                      |                     |                    |                                          |                                   |
| 7 – 107 | 18 февруари 1990 г. | 7G09               | Зовът на семейство Симпсън               | The Call of the Simpsons          |
| Подразнен от Нед Фландърс, Хоумър се сдобива с каравана, но далеч по-стара от тази на съседа си. С нея Симпсън отиват на къмпинг извън града, но раздрънканото превозно средство пада в каньон. Оцелялото семейство се разделя на групи: женската част устройва лагер, а мъжете тръгват да търсят помощ, но се изгубват в гората. След поредица злополуки, които променят вида му, Хоумър е взет за Голямата стъпка. Въпреки признанията на Мардж, че това е съпруга ѝ, „човекът-маймуна“ е заловен и подложен на проучвания. Хоумър се притеснява от мнението на другите, но Мардж го уверява, че го обича независимо какво мислят хората.                                        |                     |                    |                                          |                                   |
| 8 – 108 | 25 февруари 1990 г. | 7G07               | Издайническата глава                     | The Telltale Head                 |
| Разгневена тълпа подгонва Хоумър и Барт. Момчето носи главата на статуята на обичания основател на Спрингфийлд – Джебедая Спрингфийлд. Той моли преди да го „разкъсат“ да разкаже как е стигнал дотук. Барт започва от момента, когато се е запознал с най-прочутите хулигани на града. За да им направи впечатление той отрязва главата на статуята, без да подозира, че целият Спрингфийлд ще се разстрои от това, включително и хулиганите. Барт се опитва да скрие главата, но съвестта го гризе и решава да си признае. Хоуър го придружава в извинението. Тълпата прощава на момчето и то връща главата на мястото си.                                                       |                     |                    |                                          |                                   |
| 9 – 109 | 18 март 1990 г.     | 7G11               | Живот на скорост                         | Life on the Fast Lane             |
| Мардж има рожден ден, за когото Хоумър забравя. В последния момент разсеяният мъж ѝ купува боулинг топка, която той самия смята да използва. Раздразнена от егоизма на съпруга си, Мардж решава да се възползва от подаръка и отива сама в боулинг залата. Там тя се запознава с чаровния и обаятелен французин Жак – боулинг инструктор, които видимо флиртува с нея. Мардж започва всяка вечер да посещава игрището, а свалките на Жак стават все по-настъпателни. Останалите Симпсън са притеснени от честите отсъствия на домакинята и се страхуват, че семейството върви към раздяла. Накрая обаче Мардж прави избора да остане с Хоумър.                                     |                     |                    |                                          |                                   |
| 10 – 110 | 25 март 1990 г.     | 7G10               | Нощните забавления на Хоумър             | Homer's Night Out)                |
| Барт се сдобива с шпионска мини камера, с която успява да направи снимка на Хоумър как танцува с езотичната танцьорка принцеса Кашмир. Младият фотограф дава снимката на един приятел, с което се почва масовото разпространение на фотографията. Скоро Хоумър става известен в целия град като женкар, което не се харесва на Мардж. Тя му дава условие да даде добър пример на сина си, иначе ще го изрита от вкъщи завинаги. Хоумър и Барт намират принцеса Кашмир в едно нощно вариете. Набеденият плейбой съумява в края на шоуто да изрече прочувствена реч за жената, която трогва мъжката публика. Мардж му прощава.                                                       |                     |                    |                                          |                                   |
| 11 – 111 | 15 април 1990 г.    | 7G13               | Палачинките на гнева                     | The Crepes of Wrath               |
| След като Хоумър и майката на директор Скинър, претърпяват злополуки, поради белите на Барт, те обмислят да депортират момчето. Палавото дете е включено в училищна програма за чуждестранен обмен и заминава за Париж. На негово място идва Адил, интелигентно и любезно момче, зад чиято добродушна външност се крие ловък агент на пропагандното албанското правителство, което събира сведения против САЩ. През това време Барт е подложен на робски труд в една винарна. Момчето, научило малко френски, разкрива незаконните намерения на жестоките собственици и става герой във Франция. Адил е заловен и депортиран, а Барт е посрещнат вкъщи радостно от семейството си. |                     |                    |                                          |                                   |
| 12 – 112 | 29 април 1990       | 7G12               | Кръсти отива в затвора                   | Krusty Gets Busted                |
| Клунът Кръсти, телевизионен водещ, идол на Барт, е обвинен за кражба. На самото местопрестъпление е присъствал Хоумър, който дава последните показания, които окончателно вкарват Кръсти в затвора. Барт обаче не се примирява с официалните доказателства и почва разследване, заедно със своята сестра. Момчето намира няколко факти, които не е подозирал за своя идол. Те му помагат да стигне до истинския извършител на обира – Слайдшоу Боб, помощника в „Шоуто на Кръсти“, който e главен водещ. Слайдшоу, заслепен от завист, поради честите обиди на Кръсти, зад когото е в сянка, извършва обира, преоблечен като клоун, за да натопи своя шеф.                         |                     |                    |                                          |                                   |
| 13 – 113 | 13 май 1990 г.      | 7G01               | Нещо като приказна вечер                 | Some Enchanted Evening            |
| Мардж, чувствайки се недоуценена от семейството си, се обажда в сутришно радио шоу, в което, пред колегите на Хоумър, споделя проблемите си и унижава публично съпруга си. По съвет на кръчмаря Мо, Хоумър извежда съпругата са на романтична вечеря, включваща танци и нощувка в хотел, за да се извини. Децата са поверени на съмнителната бавачка г-жа Боц, която се оказва престъпник, обиращ домовете на невинни жертви. Барт, Лиса и Маги успяват да я надхитрят и заловят. Преди да дойде полицията обаче, Хоумър и Мардж, върнали се неочаквано от романтичната вечер, освобождават бавачката и дори ѝ помагат да пренесе покъщнината им.                                  |                     |                    |                                          |                                   |